# Конон (генерал)
Конон (на гръцки: Κόνων) (около 444 г. пр.н.е. – около 394 г. пр.н.е.) е древногръцки пълководец, атински адмирал, станал известен с убедителната победа на обединения гръко-персийски флот над спартанския в битката при Книдос през 394 г. пр.н.е. и ролята му за възстановяване на дългите стени на Атина на следващата година.
Преди това придобива лоша слава в края на Пелопонеските войни с поражението на атиняните в морската битка при Егоспотами (405 г. пр.н.е), решило изхода на войната в полза на Спарта. По-късно допринася значително възстановяването на политическата и военна мощ на Атина.